# God Is Not Great
God Is Not Great: How Religion Poisons Everything é um livro em crítica à religião escrito pelo jornalista Christopher Hitchens lançado em 2007. Foi publicado no Reino Unido com o nome de God Is Not Great: The Case Against Religion, e no Brasil, como Deus Não É Grande: Como a Religião Envenena Tudo.
No livro Hitchens defende que a religião organizada é "violenta, irracional, intolerante, racista e incentiva o fanatismo". O escritor chega a essas conclusões apoiando-se em empirismo pessoal, fatos históricos e análise crítica dos textos bíblicos. Ele fala principalmente das religiões abraâmicas, porém, em alguns trechos, cita o hinduísmo e o budismo.